# Thomas Graham (chimico)
Thomas Graham (Glasgow, 21 dicembre 1805 – Londra, 16 settembre 1869) è stato un chimico scozzese, collaboratore di Thomas Charles Hope all'Università di Edimburgo e docente di chimica all'Anderson's College (poi noto come Royal College of Science and Technology) di Glasgow.
Nel 1841 collaborò alla fondazione della Chemical Society of London, uno dei primi casi di istituto al servizio delle scienze chimiche, che diede l'esempio ai francesi (1857), tedeschi (1867) e statunitensi (1876). Di tale istituto divenne il primo presidente.

I suoi studi spaziavano in diversi campi e gli valsero due medaglie reali nel 1837 e 1863, la medaglia reale "Copley" nel 1862 e il premio "Jecker" dell'accademia delle scienze di Parigi nel 1862.
Uno dei suoi più grandi successi, fu la legge sull'effusione dei gas, anche nota come legge di Graham. Altri suoi studi riguardarono l'assorbimento di sostanze gassose in liquidi e solidi, oltre a sistemi colloidali ed emulsioni.
Fu anche fra i primi ad osservare il fenomeno dell'iper-assorbimento dell'idrogeno su elettrodo di palladio (formando idruro metallico di palladio), cristallo che permetterebbe secondo la teoria di Fleischmann-Pons, un reciproco avvicinamento tra gli atomi di idrogeno (oppure di deuterio) tale da permettere la controversa "fusione nucleare fredda", che attualmente si ritiene un fenomeno non dimostrato né spiegato scientificamente.

## Opere
- (EN) Chemical and physical researches, Edinburgh, University Press, 1876.